# Człowiek widmo
Człowiek widmo (ang. Hollow Man) – amerykańsko-niemiecki film fabularny z 2000 roku w reżyserii Paula Verhoevena.

## Opis fabuły
W tajnym laboratorium grupa naukowców prowadzi eksperymenty nad wynalezieniem substancji, która spowodowałaby, że człowiek stanie się niewidzialny. Kierownikiem grupy jest Sebastian Caine (Kevin Bacon). Widząc, że specyfik sprawdza się na zwierzętach, postanawia wypróbować go na sobie. Eksperyment udaje się, Sebastian staje się niewidzialny, jednak nie do końca wszystko idzie tak dobrze – okazuje się, że skutków operacji nie da się odwrócić. Bohater, w poczuciu bezkarności, zmienia się z charyzmatycznego naukowca w pozbawionego skrupułów zwyrodnialca. Niewinne dowcipy w stanie „niewidzialności” zmieniają się w serię morderstw.

## Obsada
- Kevin Bacon – Sebastian Caine
- Elisabeth Shue – Linda Foster
- Josh Brolin – Matt Kensington
- William Devane – doktor Howard Kramer
- Kim Dickens – Sarah
- Greg Grunberg – Carter Abby
- Rhona Mitra – sąsiadka Sebastiana
- Mary Jo Randle(inne języki) – Janice
- Joey Slotnick(inne języki) – Frank
- Steve Altes(inne języki) – Ojciec
- Jeffrey Scaperrotta(inne języki) – chłopiec w samochodzie
- Gary A. Hecker – głos goryla
- David Vogt – pilot helikoptera
- Tom Woodruff Jr.(inne języki) – goryl Isabelle